# رونالدو سيسنيروس
رونالدو سيسنيروس (بالإسبانية: Ronaldo Cisneros)‏ (8 يناير 1997 بتوريون في المكسيك - ) هو لاعب كرة قدم مكسيكي في مركز الهجوم. لعب مع نادي غوادالاخارا.

## وصلات خارجية
- رونالدو سيسنيروس على موقع الاتحاد الدولي (مؤرشف)  (الإنجليزية)
- رونالدو سيسنيروس على موقع الدوري الأمريكي (الإنجليزية)
- رونالدو سيسنيروس على موقع قاعدة بيانات كرة القدم.إي يو (الإنجليزية)
- رونالدو سيسنيروس على موقع Soccerway.com (الإنجليزية)
- رونالدو سيسنيروس على موقع AS.com (الإسبانية)